# St. Petersburg Ladies' Trophy 2019
St. Petersburg Ladies' Trophy 2019 — професійний тенісний турнір, що проходив на закритих кортах з твердим покриттям у Санкт-Петербурзі (Росія). Турнір відбувся вдесяте. Належав до категорії Premier у рамках Туру WTA 2019. Тривав з 28 січня до 3 лютого 2019 року.

## Нарахування очок
| Дисципліна       | П   | Ф   | ПФ  | ЧФ  | 1/8 | 1/16 | Q   | Q3  | Q2  | Q1  |
| Одиночний розряд | 470 | 305 | 185 | 100 | 55  | 1    | 25  | 18  | 13  | 1   |
| Парний розряд    | 470 | 305 | 185 | 100 | 1   | Н/Д  | Н/Д | Н/Д | Н/Д | Н/Д |

## Призові гроші
| Дисципліна       | П        | Ф       | ПФ      | ЧФ      | 1/8     | 1/161  | Q3     | Q2     | Q1   |
| Одиночний розряд | $141,500 | $75,555 | $40,360 | $21,700 | $11,640 | $7,385 | $3,325 | $1,770 | $980 |
| Парний розряд*   | $44,200  | $23,615 | $12,905 | $6,565  | $3,570  | Н/Д    | Н/Д    | Н/Д    | Н/Д  |

1Кваліфаєри отримують і призові гроші 1/16 фіналу.

*на пару

## Учасниці основної сітки в одиночному розряді

### Сіяні пари
| Країна     | Гравчиня           | Рейтинг1 | Сіяна |
| ---------- | ------------------ | -------- | ----- |
| Чехія      | Петра Квітова      | 6        | 1     |
| Нідерланди | Кікі Бертенс       | 9        | 2     |
| Росія      | Дарія Касаткіна    | 10       | 3     |
| Білорусь   | Арина Соболенко    | 11       | 4     |
| Німеччина  | Юлія Гергес        | 13       | 5     |
| Латвія     | Олена Остапенко    | 22       | 6     |
| Словаччина | Домініка Цібулкова | 25       | 7     |
| Хорватія   | Донна Векич        | 29       | 8     |

- 1 Рейтинг подано станом на 14 січня 2019.

### Інші учасниці
Нижче наведено учасниць, які отримали вайлдкард на участь в основній сітці:
- Вікторія Азаренко
- Ольга Данилович
- Катерина Макарова
- Віра Звонарьова

Учасниці, що потрапили в основну сітку завдяки захищеному рейтингу:
- Тімеа Бачинскі

Нижче наведено гравчинь, які пробились в основну сітку через стадію кваліфікації:
- Катерина Александрова
- Їсалін Бонавентюре
- Маргарита Гаспарян
- Тереза Мартінцова

Такі тенісистки потрапили в основну сітку як Щасливі лузери:
- Кейті Баултер
- Вероніка Кудерметова

### Відмовились від участі
До початку турніру
- Домініка Цібулкова → її замінила  Кейті Баултер
- Каміла Джорджі → її замінила  Вероніка Кудерметова
- Олександра Соснович → її замінила  Кірстен Фліпкенс
- Карла Суарес Наварро → її замінила  Алісон ван Ейтванк

Під час турніру
- Марія Шарапова (травма правого плеча)

## Учасниці основної сітки в парному розряді

### Сіяні пари
| Країна    | Гравчиня            | Країна    | Гравчиня           | Рейтинг1 | Сіяна |
| --------- | ------------------- | --------- | ------------------ | -------- | ----- |
| США       | Ракель Атаво        | Словенія  | Катарина Среботнік | 51       | 1     |
| Франція   | Крістіна Младенович | Казахстан | Галина Воскобоєва  | 68       | 2     |
| Японія    | Аояма Сюко          | Білорусь  | Лідія Морозова     | 83       | 3     |
| Швейцарія | Тімеа Бачинскі      | Росія     | Віра Звонарьова    | 121      | 4     |

- 1 Рейтинг подано станом на 14 січня 2019.

### Інші учасниці
Нижче наведено пари, які отримали вайлдкард на участь в основній сітці:
- Daria Mishina /  Ekaterina Shalimova

## Переможниці та фіналістки

### Одиночний розряд
- Кікі Бертенс —  Донна Векич, 7–6(7–2), 6–4

### Парний розряд
- Маргарита Гаспарян /  Катерина Макарова —  Анна Калинська /  Вікторія Кужмова, 7–5, 7–5